# أندرو بيرسون (عداء مسافات طويلة)
أندرو بيرسون (بالإنجليزية: Andrew Pearson)‏ هو عداء مسافات طويلة بريطاني، ولد في 14 سبتمبر 1971.

## وصلات خارجية
- أندرو بيرسون على موقع الاتحاد الدولي لألعاب القوى (الإنجليزية)